# Нора-Спрінгс (Айова)
Нора-Спрінгс (англ. Nora Springs) — місто (англ. city) в США, в округах Флойд і Серро-Гордо штату Айова. Населення — 1369 осіб (2020).

## Географія
Нора-Спрінгс розташована за координатами 43°8′42″ пн. ш. 93°0′32″ зх. д. / 43.14500° пн. ш. 93.00889° зх. д. (43.144965, -93.008975).  За даними Бюро перепису населення США в 2010 році місто мало площу 5,73 км², з яких 5,66 км² — суходіл та 0,07 км² — водойми.

## Демографія
Згідно з переписом 2010 року, у місті мешкала 1431 особа в 577 домогосподарствах у складі 388 родин. Густота населення становила 250 осіб/км².  Було 636 помешкань (111/км²).
Расовий склад населення:
| - 99,1 % — білих - 0,2 % — азіатів - 0,1 % — чорних або афроамериканців |

До двох чи більше рас належало 0,6 %. Частка іспаномовних становила 1,4 % від усіх жителів.
За віковим діапазоном населення розподілялося таким чином: 24,0 % — особи молодші 18 років, 58,0 % — особи у віці 18—64 років, 18,0 % — особи у віці 65 років та старші. Медіана віку мешканця становила 41,2 року. На 100 осіб жіночої статі у місті припадало 96,0 чоловіків;  на 100 жінок у віці від 18 років та старших — 87,7 чоловіків також старших 18 років.
Середній дохід на одне домашнє господарство  становив 54 525 доларів США (медіана — 42 500), а середній дохід на одну сім'ю — 66 354 долари (медіана — 60 938). Медіана доходів становила 47 566 доларів для чоловіків та 34 205 доларів для жінок. За межею бідності перебувало 8,1 % осіб, у тому числі 9,7 % дітей у віці до 18 років та 8,1 % осіб у віці 65 років та старших.
Цивільне працевлаштоване населення становило 827 осіб. Основні галузі зайнятості: освіта, охорона здоров'я та соціальна допомога — 28,2 %, виробництво — 17,4 %, будівництво — 14,1 %.